# Raúl Castro
Raúl Modesto Castro Ruz (Birán, Holguín, 3 de junio de 1931) es un general y político cubano. Fue presidente del Consejo de Estado de Cuba y del Consejo de Ministros, y por tanto, presidente de la República de Cuba desde el 24 de febrero de 2008 hasta el 18 de abril de 2018, aunque desempeñaba el cargo de manera interina desde el 31 de julio de 2006. Desde abril de 2011 hasta abril de 2021, fue el primer secretario del Partido Comunista de Cuba, sucediendo a su hermano Fidel Castro.
Raúl, junto con su hermano Fidel Castro, tuvo un papel activo en la Revolución Cubana. Integró el conjunto de guerrilleros que participó en el asalto al Cuartel Moncada en julio de 1953. Integrante de la expedición en el yate Granma, fue uno de los líderes del Ejército Rebelde que, comandado por Fidel Castro, combatió a la dictadura de Fulgencio Batista entre 1956 y 1959. Tras el triunfo de la revolución, se dedicó a dirigir las Fuerzas Armadas Cubanas como ministro desde 1959 hasta febrero de 2008.

## Infancia, juventud y estudios
Raúl Castro nació el 3 de junio de 1931 en el poblado de Birán, provincia de Holguín. Es el cuarto de los siete hijos: Agustina, Enma, Fidel, Angelita, Ramón y Juanita, del matrimonio formado por Ángel Castro Argiz (1875-1956), emigrado español nacido en Láncara (provincia de Lugo), y por la cubana Lina Ruz González (1903-1963). 
Debe su nombre de «Raúl» en honor a Raúl Pino Martínez, abogado de la familia e hijo de Fidel Pino Santos, amigo de Ángel Castro. Su infancia transcurrió, conjuntamente con sus hermanos, en la finca familiar propiedad de su padre ubicada en Birán. Durante su infancia, fue cercano a sus hermanos y a su madre, quien lo llamaba Musito. A los cinco años fue enviado a estudiar de interno, de conjunto con sus hermanos Fidel y Ramón, al colegio Hermanos La Salle (los 3 fueron expulsados por indisciplina) y luego al Colegio Dolores, ambos en Santiago de Cuba.

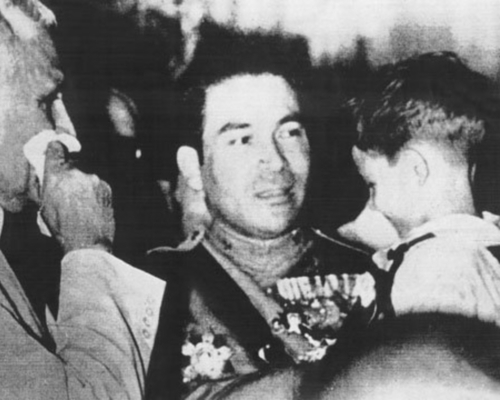
Histórica fotografía del año 1938 del joven Coronel y Jefe del Ejército Cubano Fulgencio Batista (1901-1973) cargando personalmente en sus propios brazos al niño Raúl Castro Ruz de solo apenas 7 años de edad durante una visita oficial a la "Escuelita Tecnológica de Ceiba del Agua" de La Habana, en compañía a su derecha del entonces Presidente de Cuba, Federico Laredo Brú (1875-1946). Paradójicamente, unos 20 años después, Raúl Castro junto a Camilo Cienfuegos (1932-1959), Che Guevara (1928-1967), Juan Almeida Bosque (1927-2009) y Fidel Castro (1926-2016) derrocarían dramática y violentamente del poder al propio Fulgencio Batista ya durante la Revolución Cubana de 1959.

Continuó estudios en el Colegio de Belén en La Habana, donde también había estudiado su hermano Fidel. Sin embargo, su paso por dicho colegio no fue muy satisfactorio debido a sus malos resultados académicos por lo que fue expulsado, culminando sus estudios en un colegio militar. Tras su expulsión de Belén, Raúl comenzó a trabajar junto a su padre en las labores dentro de la finca familiar hasta que, bajo pedido de su hermano Fidel, sus padres lo envían de nuevo a La Habana en 1950, esta vez a estudiar Administración Pública en la Universidad de La Habana, pero no terminó sus estudios.
Raúl se unió a la Juventud Socialista, del Partido Socialista Popular (PSP). En 1953, a los 22 años, realizó su primer viaje fuera del país, participando en la Conferencia Internacional de Defensa de los Derechos de la Juventud realizada en Viena, y luego, en Bucarest, en la reunión del comité organizador del IV Festival Mundial de la Juventud y los Estudiantes. 
Durante su viaje de regreso a La Habana en el barco Andrea, conoció al agente de la KGB Nikolái Leonov, quien viajaba de camino a hacerse cargo de su puesto en la embajada soviética en México, y con quien forjaría una amistad que años después sería trascendental en las relaciones entre Cuba y la URSS.

## Revolución cubana (1953-1955)

### Asalto al Cuartel Moncada, presidio y exilio en México

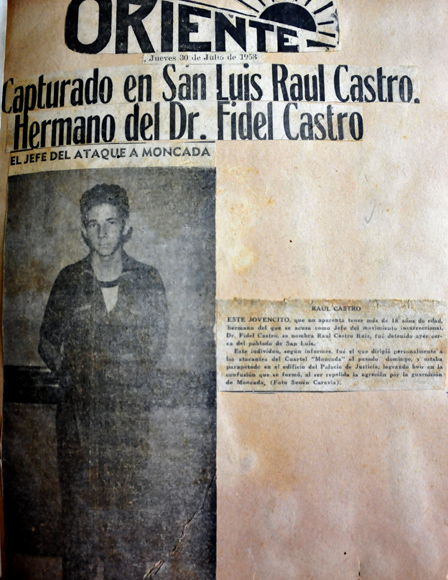
Imagen del periódico Oriente del 30 de julio de 1953 tras la captura de Raúl Castro.

A su regreso a Cuba, formó parte del grupo de jóvenes que, comandados por su hermano Fidel, llevó a cabo el asalto a los cuarteles Moncada y Carlos Manuel de Céspedes el 26 de julio de 1953 en las ciudades de Santiago de Cuba y Bayamo. Mientras su hermano encabezó personalmente el ataque al Cuartel Moncada, Raúl formó parte de un grupo liderado por Léster Rodríguez que tomó el Palacio de Justicia, edificio contiguo al cuartel. 
Tras el fracaso de las acciones, Raúl, quien logró sobrevivir, es apresado 72 horas después de los hechos en la localidad de santiaguera de San Luis, y posteriormente condenado a 13 años de prisión, siendo trasladado al Presidio Modelo en la Isla de Pinos (hoy Isla de la Juventud).
Durante su etapa en prisión, de conjunto con su hermano Fidel y otros líderes revolucionarios como Juan Almeida Bosque o Ramiro Valdés, fue ubicado en una ala especial del presidio, separado de los presos comunes. Tras 22 meses de prisión, Raúl y Fidel son liberados el 15 de mayo de 1955 junto al resto de sus compañeros, gracias a la amnistía general aprobada por Fulgencio Batista como resultado de la presión popular. Una vez libre, se le vincula con un atentado bomba en el Cine Tosca ocurrido el 9 de junio, por lo que se refugia en la embajada de México y posteriormente parte hacia la Ciudad de México, donde participó en los preparativos de la expedición del yate Granma.
Ya en México, Raúl se reencuentra con Nikolai Leonov, a quien pone al tanto de sus planes y lo presenta a su hermano Fidel. Además conoce al entonces médico argentino Ernesto Guevara de la Serna, quien inmediatamente se suma a los preparativos revolucionarios, y con quien forja una gran amistad.
Tras un período de adiestramiento militar y político en una granja a las afueras de la Ciudad de México, el 25 de noviembre de 1956, Raúl formó parte del grupo de 82 hombres que, a bordo del Yate Granma, emprendió viaje hacia Cuba con objetivo de iniciar la lucha insurreccional.

## Guerra de Liberación (1956-1959)

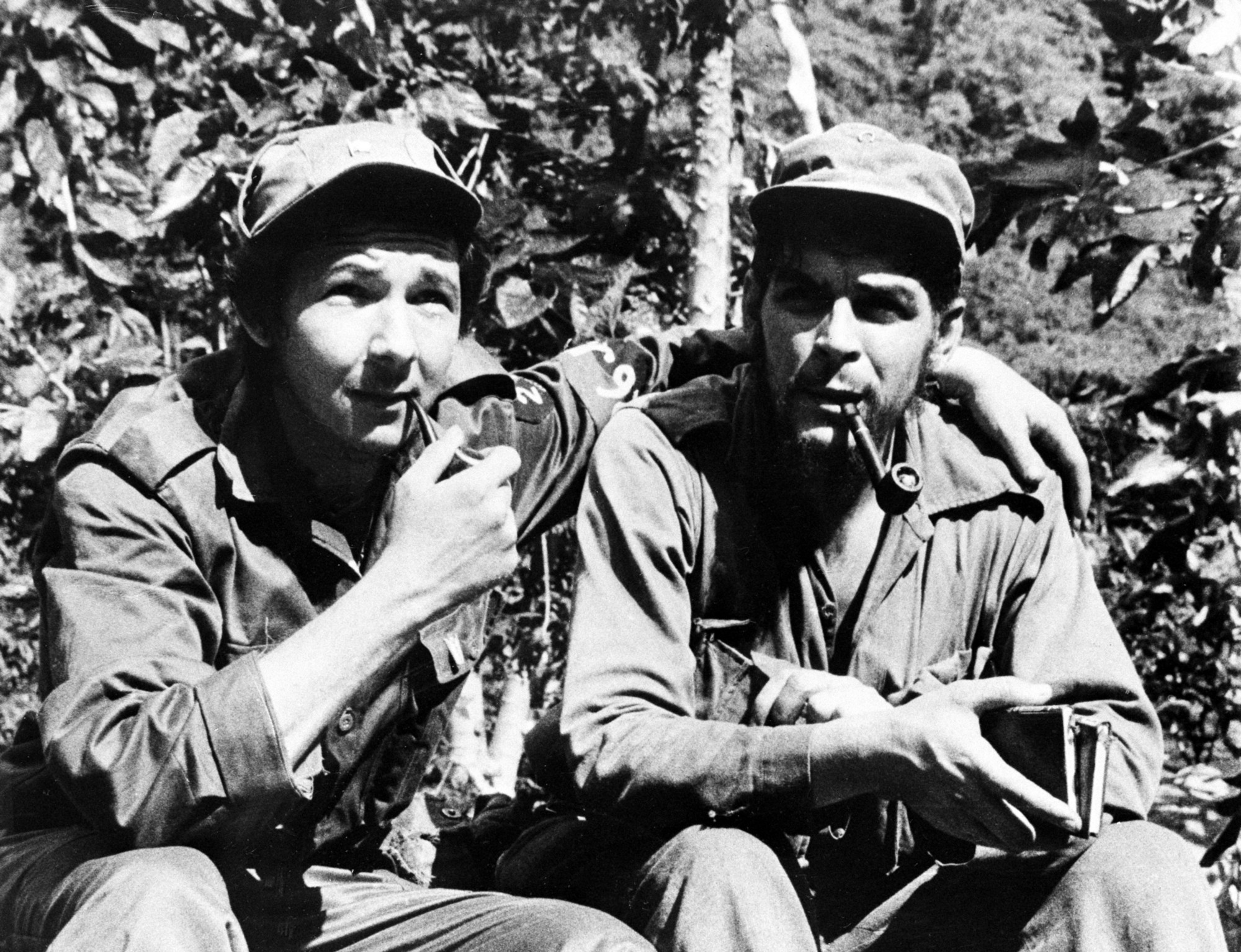
Raúl Castro, a la izquierda, con el Che Guevara en 1958.

Como combatiente del Ejército Rebelde, tomó parte en la campaña de Sierra Maestra. El 27 de febrero de 1958 fue nombrado comandante y se le asignó la misión de cruzar la antigua provincia de Oriente, liderando una columna de guerrilleros, para abrir el Segundo Frente Oriental «Frank País» hacia el noreste. 
En ese frente, Raúl organizó y estructuró un verdadero gobierno en los territorios liberados, creando incluso la Fuerza Aérea Rebelde, y las primeras instituciones de inteligencia y policía de los revolucionarios, además de departamentos de sanidad, educación, etcétera.

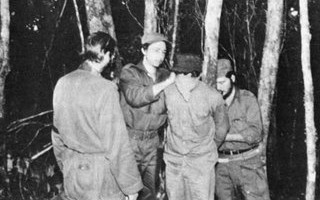
Raúl Castro (segundo desde la izquierda) le venda los ojos a un hombre a punto de ser ejecutado en la Provincia de Oriente en 1958.

El 26 de junio de 1958, los rebeldes de Raúl Castro secuestraron a 10 estadounidenses y 2 canadienses de la Moa Bay Mining Company en la costa norte de la provincia de Oriente. Al día siguiente, los insurgentes tomaron como rehenes a 24 militares estadounidenses que estaban de permiso en la Base Naval de la Bahía de Guantánamo. Este incidente tomó como rehenes a 36 (34 estadounidenses y 2 ciudadanos canadienses). El embajador estadounidense Earl T. Smith y su equipo determinaron que los secuestros tenían los siguientes objetivos: ganar publicidad mundial, restaurar el prestigio del M-26-7 perdido por el fracaso de los ataques, obligar a la fuerza aérea de Fulgencio Batista a dejar de bombardear a los rebeldes, y obtener el reconocimiento público de los Estados Unidos.

## Período posrevolucionario (1959-2006)

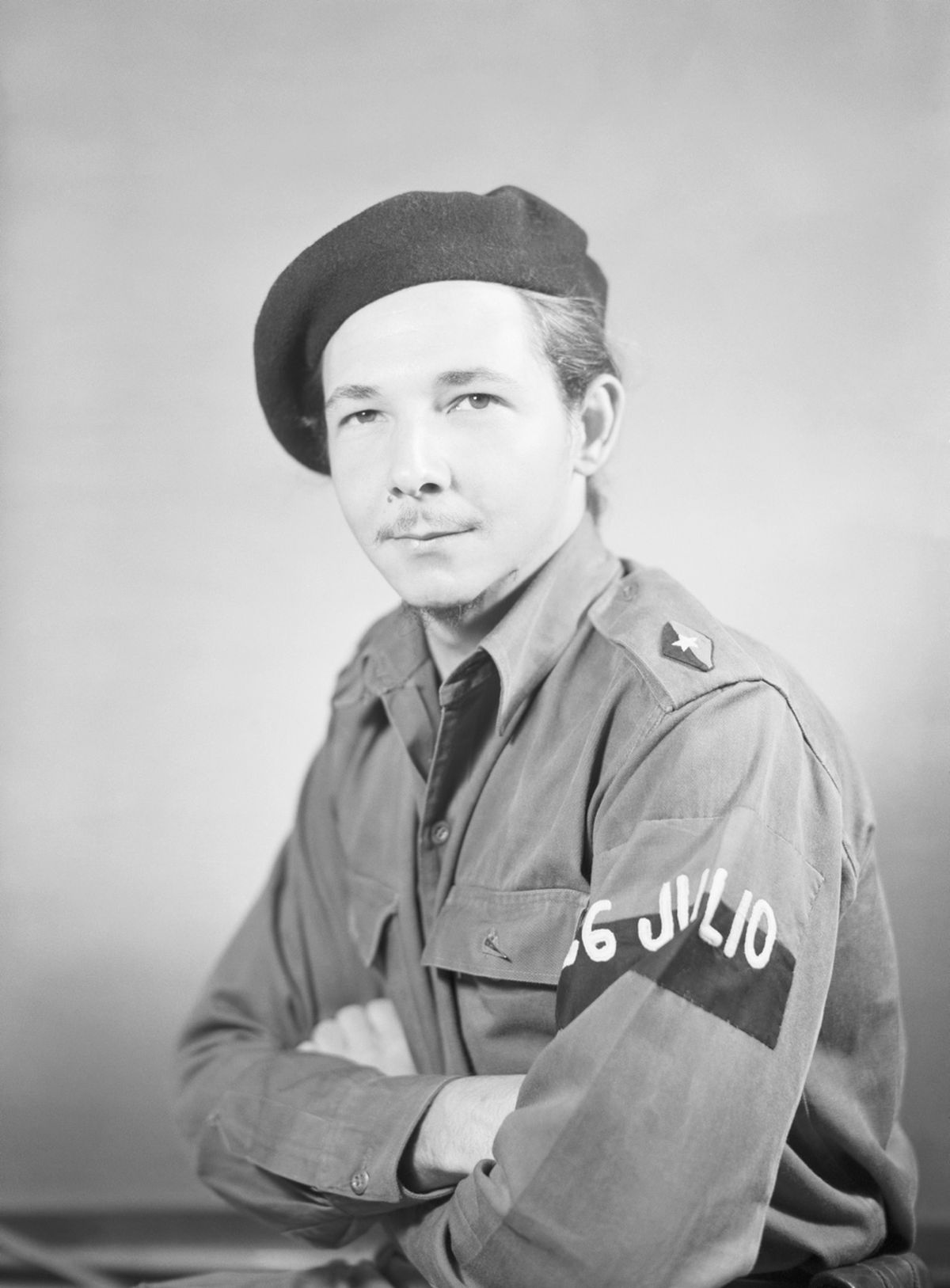
Retrato de Castro tomado con uniforme de militante, después de la revolución de 1959.

El 5 de abril de 1960 ocupó la Confederación Nacional Obrera de Cuba por órdenes del ministro de trabajo Augusto Martínez Sánchez, acción condenada internacionalmente.

La Agencia Central de Inteligencia (CIA) planeó su asesinato y en 1960 reclutó al piloto del avión que llevaba a Raúl Castro de Praga a La Habana para que "organizara un accidente", ofreciéndole 10.000 dólares. El proyecto fracasó, y el piloto explicó a su regreso que:
"no había tenido la oportunidad de organizar un accidente como se había discutido".
En 1961, pasó a formar parte de la Dirección Nacional de las Organizaciones Revolucionarias Integradas. Tras la salida del Che Guevara se convirtió en la segunda figura política del gobierno. Tomó parte de la dirección del Partido Unido de la Revolución Socialista (PURS) en 1963. También se le atribuye ayudar a derribar un Lockheed U-2 y matar al comandante Rudolf Anderson.
Estuvo a cargo de la investigación, denuncia y enjuiciamiento de los miembros de la llamada "microfracción" dentro del Partido Comunista. A partir de 1980 desempeñó tareas supervisoras junto a su hermano, en los Ministerios de Defensa, Interior, Cultura y Salud Pública.

## Gobierno interino (2006-2008)

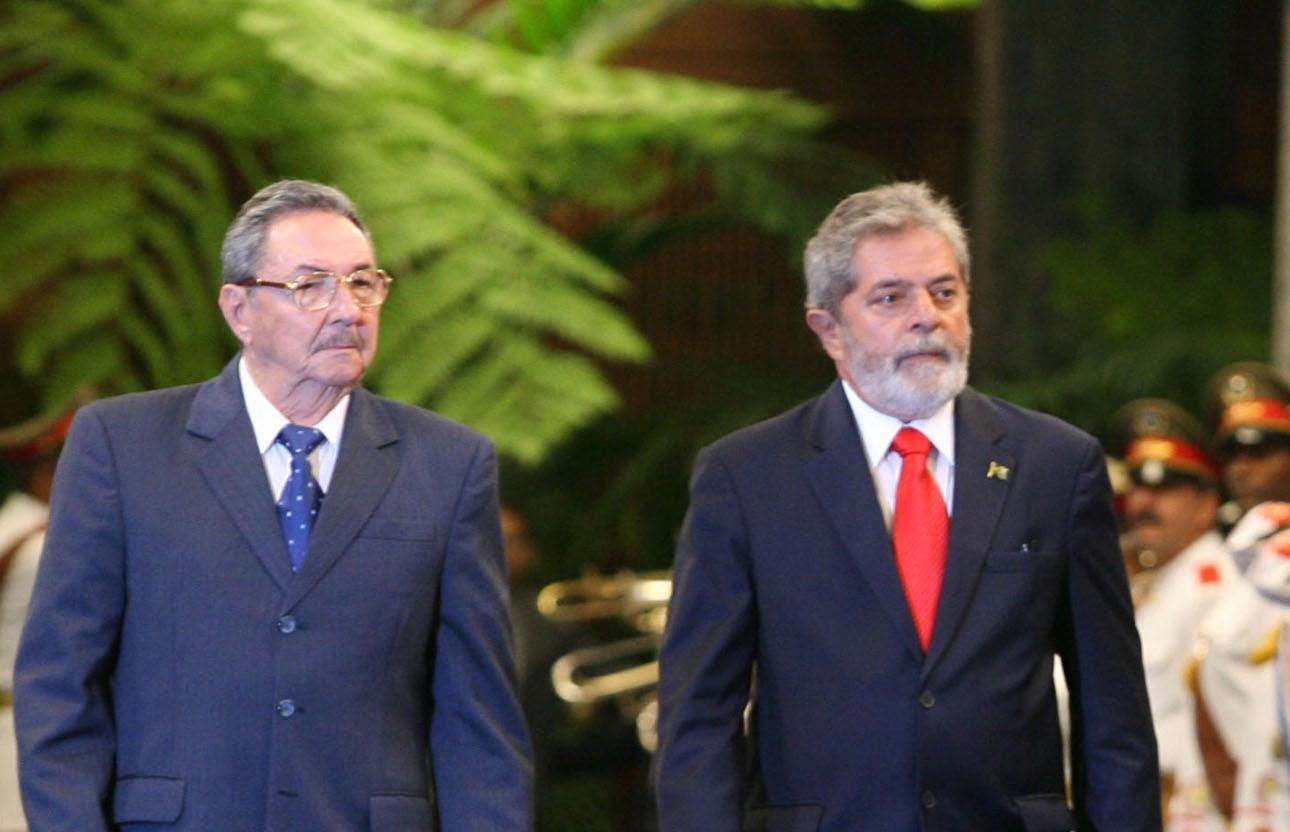
Raúl Castro junto al presidente de Brasil, Lula durante su primer mandato.

Sucesor de Fidel Castro, el 31 de julio de 2006 el secretario de este, Carlos Valenciaga, anunció que Raúl asumiría provisionalmente la presidencia del Consejo de Estado, la secretaría del PCC y la comandancia en jefe de las Fuerzas Armadas, mientras su hermano se recuperaba de una intervención quirúrgica intestinal.
En el tiempo en que Raúl dirigió a Cuba de forma provisional, se destacan aumentos de la economía,[cita requerida] y el debate masivo incitado por él mismo hacia los problemas de la nación que derivó en planteamientos públicos de la población a partir del 26 de julio de 2007.

## Gobierno (2008-2018)
El 24 de febrero de 2008 es elegido Presidente del Consejo de Estado de Cuba por los Diputados de la Asamblea Nacional del Poder Popular, sucediendo así a su hermano Fidel Castro en la presidencia de Cuba, a la que había renunciado días antes mediante carta abierta.

### Nuevas medidas y cambios en la política cubana
..."En diciembre hablé del exceso de prohibiciones y regulaciones, y en las próximas semanas comenzaremos a eliminar las más sencillas. Muchas de ellas tuvieron como único objetivo evitar el surgimiento de nuevas desigualdades, en un momento de escasez generalizada, incluso a costa de dejar de percibir ciertos ingresos". Raúl Castro Ruz 24 de febrero de 2008

Cumpliendo lo expresado en febrero de 2008, Raúl Castro da libre acceso a los hoteles y la renta de automóviles y permite la libre venta de teléfonos celulares. En su sesión constitutiva, solicitó a la Asamblea Nacional del Poder Popular una prórroga hasta finales del año 2008 para la reestructuración del Gobierno, hecho que se produjo en marzo de 2009 con la fusión de varios ministerios y la sustitución de casi la mitad de los ministros, entre ellos Carlos Lage Dávila y Felipe Pérez Roque.
Entre septiembre y noviembre de 2008 Cuba fue azotada por los huracanes Gustav, Ike y Paloma, que causaron más de diez mil millones de dólares en pérdidas económicas. Los huracanes supusieron un duro golpe a la economía cubana, calificado como el peor desastre natural de su historia.
Desde septiembre de 2008 el Estado cubano decidió conceder en usufructo a los agricultores las tierras ociosas. En diciembre de 2009 habían sido concedidas 920 000 hectáreas de tierra en un proceso que no está libre de dificultades y de retrasos. En enero de 2009 se reformó la Ley de Seguridad Social elevando la edad de jubilación a 60 años para las mujeres y 65 años para los hombres. También este año se ha eliminado el tope salarial, autorizado el pluriempleo y restablecido el cobro por resultados.
Desde octubre de 2009 los comedores obreros (otro de los subsidios del país) fueron cerrándose, y en cambio se les dio a los trabajadores la cifra de 15 pesos diarios extra, para su almuerzo o merienda. Este mismo año 2009 el gobierno de Castro permitió a los cubanos acceder a Internet, en las oficinas de correos del país, aunque se han presentado algunos problemas de carácter técnico, debido a que el embargo estadounidense impide la conexión rápida, lo que quedaría solucionado al terminarse en 2011 un cable submarino entre Venezuela y la isla. Todas las condenas a muerte (unas 30) se conmutan entre 2008 y 2010, aunque ninguna se ha ejecutado desde 2003.
Al fin de octubre de 2010 el gobierno cubano ha permitido ejercer 178 actividades privadas, con el objetivo de llevar a 1 millón de trabajadores desde los empleos burocráticos a aquellos productivos, públicos y privados, en un plazo de tres-cinco años. En abril de 2011, resulta elegido primer secretario del Partido Comunista de Cuba en el VI Congreso donde se establecen reformas económicas para la adaptación de sistema a los nuevos acontecimientos económicos y a la crisis mundial y nacional.
Hizo del acercamiento a la Iglesia católica cubana uno de los ejes de su presidencia, durante la huelga de hambre de presos políticos cubanos de 2010 liberó 52 presos políticos con mediación de la iglesia. El Papa Benedicto XVI fue recibido en la isla en marzo de 2012. En noviembre de 2010, el cardenal Ortega, en presencia del presidente cubano, inauguró las nuevas instalaciones del seminario de San Carlos, donde se forman los futuros sacerdotes, cuyo número va en aumento. El gobierno también está devolviendo a la Iglesia las propiedades que fueron nacionalizadas en la época de la revolución. Sin embargo, la Iglesia sigue manteniendo un diálogo con la oposición, cuyos representantes intervienen en los debates que organiza, y hace de la integración de la enseñanza católica en el servicio público una prioridad para poder enseñar teología y humanidades en las universidades.
El 24 de febrero de 2013 la Asamblea Nacional del Poder Popular reeligió a Raúl Castro como presidente del Consejo de Estado, cargo en el que se mantuvo hasta el 19 de abril de 2018 cuando Miguel Díaz-Canel fue elegido presidente por la IX Legislatura de la Asamblea Nacional de Cuba para el período 2018-2023. Raúl Castro, no obstante se mantuvo como el de primer secretario del Partido Comunista de Cuba.

### Relaciones internacionales

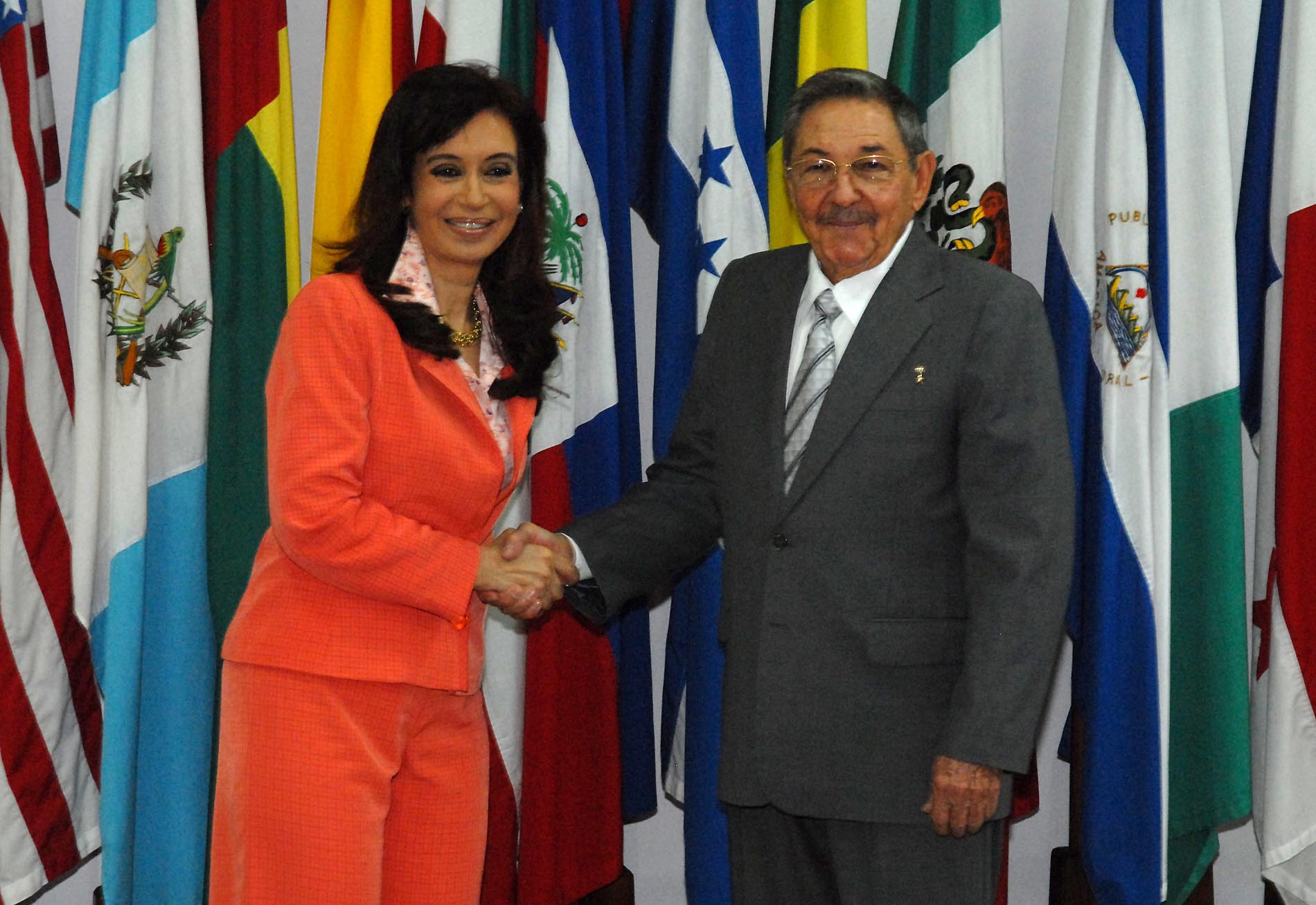
Raúl Castro y la entonces presidenta argentina Cristina Fernández de Kirchner en el 2009.

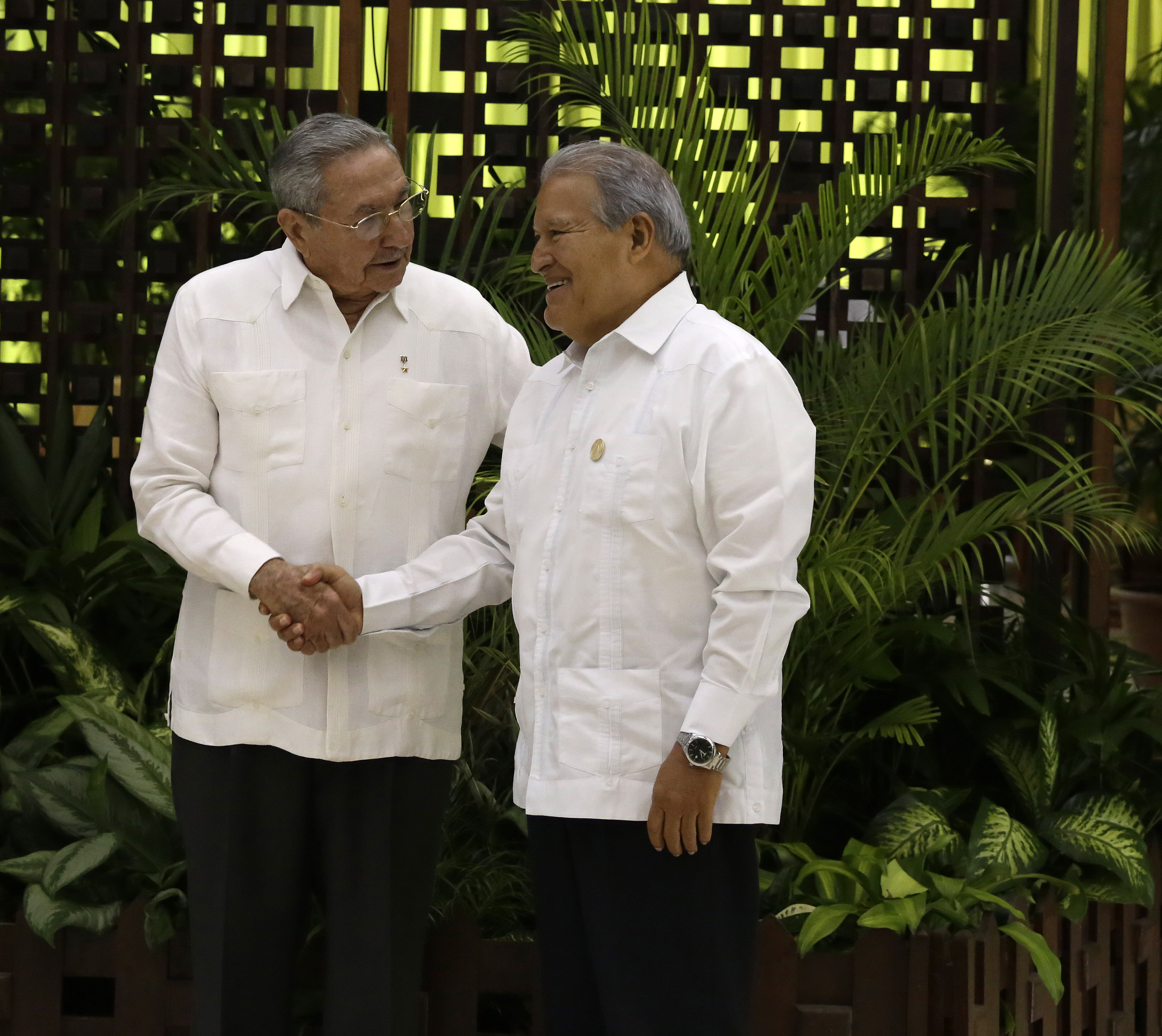
Presidente Salvador Sánchez Cerén de (El Salvador) saluda a Presidente de Cuba, Rául Castro.

Raúl Castro, desde los primeros momentos de su gobierno provisional, comenzó a revisar las relaciones con naciones como México y Rusia; también se notó el fortalecimiento de los nexos con China. En su discurso del 2 de diciembre de 2006, Raúl Castro, por entonces presidente provisional de Cuba, anunció que el gobierno cubano estaba dispuesto a iniciar conversaciones con los Estados Unidos, con el fin de terminar las limitaciones diplomáticas entre ambas naciones, lo cual supone el golpe definitivo a la política de rechazo a todo lo estadounidense. La única condición del gobierno cubano es que, precisamente, los EE. UU. no pongan ninguna condición para iniciar tal diálogo.
En reciente entrevista con el actor estadounidense Sean Penn, manifestó que estaba abierto a un diálogo con el presidente electo Barack Obama, y que dicha entrevista podía tener lugar incluso en el territorio de la Base Naval de Guantánamo. En diciembre de 2008, Raúl Castro hizo una importante gira internacional que abarcó Venezuela y Brasil. El momento principal de su gira fue su participación en la I Cumbre de América Latina y el Caribe, realizada en la ciudad de Salvador de Bahía. El marco de esa cumbre sirvió para el ingreso de Cuba al Grupo de Río.
Posteriormente, realizó otra importante gira internacional que abarcó Rusia, Argelia y Angola con la intención de aumentar las relaciones económicas y políticas con esas naciones. En 2018, fue elegido en su lugar, para el cargo de presidente de los Consejos de Estado y de Ministros, Miguel Díaz-Canel Bermúdez. Raúl sigue siendo, no obstante, el primer secretario del Partido Comunista de Cuba, PCC, aunque ha planteado que lo será hasta el Congreso del PCC que debe celebrarse en el 2021, para así culminar el traspaso del poder a la nueva generación de dirigentes cubanos. Ese mismo año encabezó la Comisión que preparó las reformas a la Constitución de la República.[cita requerida]

#### Restablecimiento de las relaciones diplomáticas entre Cuba y los Estados Unidos
El 17 de diciembre de 2014 anunció, junto a su par estadounidense Barack Obama, la restitución de relaciones diplomáticas entre los Estados Unidos de América y la República de Cuba. Cuba liberó al excontratista de la Agencia de los Estados Unidos para el Desarrollo Internacional (USAID, por sus siglas en inglés) Alan Gross, mientras que Estados Unidos acordó liberar a tres espías cubanos presos desde el 12 de septiembre de 1998; tanto la Santa Sede como el papa Francisco jugaron un importante papel como mediadores y garantes en este proceso de apertura. Dicho esfuerzo fue reconocido públicamente por los mandatarios de ambas naciones. El 12 de enero de 2015 Cuba liberó a 53 prisioneros, como parte del acuerdo entre Washington y La Habana.

## Familia
Raúl tuvo con su esposa Vilma cuatro hijos en Cuba que fueron: Deborah, Mariela, Nilsa y Alejandro.  Estuvo casado con Vilma Espín desde enero de 1959 hasta que ella falleció el 18 de junio de 2007.